# ∵
∵は、「なぜならば（何故ならば）」「しかるに（然るに）」 (because) と読み、数学などで結論がそれ以前の内容から誘導できる場合に使用される学術記号である。
記号の初出は1659年のヨハン・ラーン「代数」で∵も∴も「ゆえに」の意味で用いた。18世紀には「なぜなら」の意味では使わなかったが、1827年ケンブリッジ大学編集「ユークリッド原論」で「なぜなら」に使い分けるようになったと言われる。

## 使用法

### 数学
証明などで使用される。

### 法学
根拠を示す目的で使用される。

## 符号位置
| 記号 | Unicode | JIS X 0213 | 文字参照         | 名称               |
| ---- | ------- | ---------- | ---------------- | ------------------ |
| ∵    | U+2235  | 1-2-72     | &#x2235; &#8757; | なぜならば BECAUSE |